# Павлоградське
Павлогра́дське — село (до 2011 року — селище) Донецької міської громади Донецького району Донецької області, Україна. Населення становить 359 осіб. Відстань до Донецька становить близько 16 км і проходить автошляхом місцевого значення.

## Населення
За даними перепису 2001 року населення села становило 359 осіб, із них 16,71 % зазначили рідною мову українську, 83,29 % — російську.
| Рік                                                   | 1989        | 2001 |
| Населення, осіб                                       | 4011 (3982) | 359  |
| Примітки. 1. Постійне населення. 2. Наявне населення. |             |      |

## Пам'ятки
Між селищем Ларине та Павлоградське розташований ландшафтний заказник місцевого значення «Ларинський степ».

## Галерея
|                    |
| Автобусна зупинка. |

|                                      |
| Вулиця Першотравнева (Первомайська). |

|                      |
| Фельдшерський пункт. |

|                           |
| Річка Кальміус біля села. |

|                                      |
| Міст через річку Кальміус біля села. |

|          |
| Магазин. |